# Mémorial Max Euwe

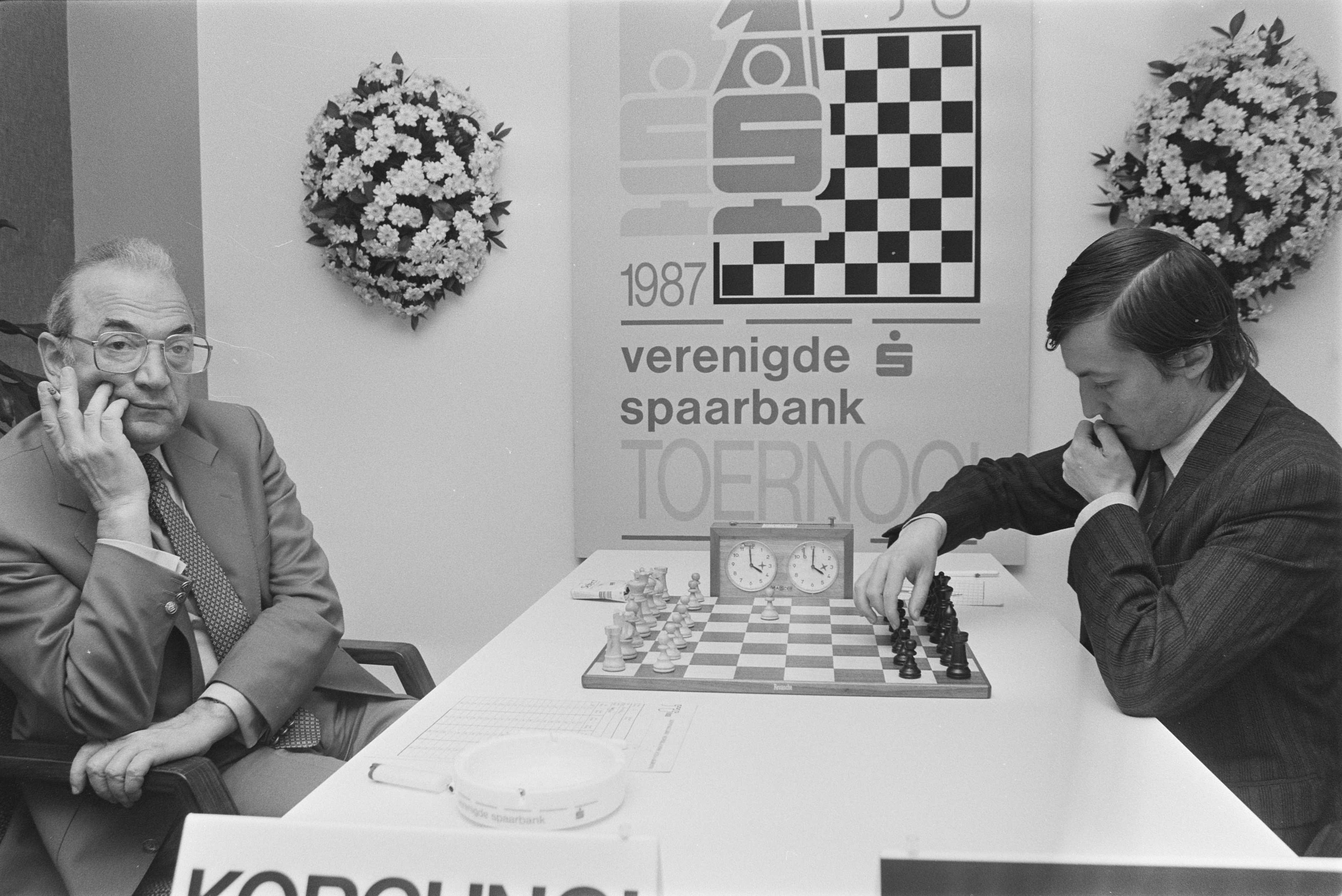
Viktor Kortchnoï (à gauche) face à Anatoli Karpov (à droite) le 7 mai 1987 à Amsterdam lors du mémorial Max Euwe.

Le mémorial Max Euwe est un tournoi annuel organisé de 1987 à 1996 à la mémoire de l'ancien champion du monde néerlandais Max Euwe (1901-1981) et sponsorisé par la banque VSB (Verenigde Spaarbank). 

## Organisation
Le mémorial Max Euwe avait lieu en mars ou en mai, à Amsterdam, sauf en 1990 où il eut lieu à Rotterdam. Le tournoi opposait habituellement quatre joueurs dans un tournoi à deux tours, sauf pour les éditions de 1991 et 1996. 
En 1991, les neuf participants des quatre éditions précédentes (de 1987 à 1990) furent invités ainsi que le champion du monde Garry Kasparov. 
En 1996, tous les dix participants des quatre éditions précédentes (de 1992 à 1995) furent invités mais Vassili Ivantchouk, qui demandait que les frais de son secondant fussent payés, fut remplacé par Boris Guelfand. 

## Le jubilé Max Euwe (1976)
En  mai 1976, un tournoi fut organisé pour les soixante-quinze ans de Max Euwe. Le champion du monde Anatoli Karpov remporta cette édition qui opposait quatre joueurs.

## Multiples vainqueurs
4 victoires
Nigel Short (en 1988, 1991, 1992 et 1993)
2 victoires
- Anatoli Karpov (en 1976 et 1987)
- Jan Timman (en 1987 et 1989)
- Viswanathan Anand (en 1992 et 1993)
- Garry Kasparov (en 1994 et 1996)

## Palmarès
| Édition | Année | Dates             | Lieu      | Vainqueur(s)                                   | Points  | Deuxième(s)                            | Troisième(s)                          | Quatrième             | Nombre de joueurs |
| ------- | ----- | ----------------- | --------- | ---------------------------------------------- | ------- | -------------------------------------- | ------------------------------------- | --------------------- | ----------------- |
| Jubilé  | 1976  | 14-21 mai         | Amsterdam | Anatoli Karpov                                 | 4 / 6   | Walter Browne 3                        | Jan Timman Friðrik Ólafsson 2,5       |                       | 4                 |
| 1       | 1987  | 7-14 mai          | Amsterdam | Anatoli Karpov Jan Timman                      | 4 / 6   |                                        | Viktor Kortchnoï 2,5                  | John van der Wiel 1,5 | 4                 |
| 2       | 1988  | 11-17 mars        | Amsterdam | Nigel Short                                    | 4 / 6   | Anatoli Karpov Ljubomir Ljubojević 3,5 |                                       | Jan Timman 1          | 4                 |
| 3       | 1989  | 16-23 mars        | Amsterdam | Jan Timman                                     | 4,5 / 6 | Nigel Short 4                          | Valeri Salov 3                        | Johann Hjartarson 0,5 | 4                 |
| 4       | 1990  | 10-17 mai         | Rotterdam | Viktor Kortchnoï                               | 4 / 6   | Mikhaïl Gourevitch 3,5                 | Jan Timman 3                          | Nigel Short 1,5       | 4                 |
| 5       | 1991  | 1-13 mai          | Amsterdam | Valeri Salov Nigel Short                       | 6 / 9   |                                        | Garry Kasparov Anatoli Karpov 5,5 / 9 |                       | 10                |
| 6       | 1992  | 14-21 mai         | Amsterdam | Nigel Short Viswanathan Anand                  | 3,5 / 6 |                                        | Yasser Seirawan Jan Timman 2,5        |                       | 4                 |
| 7       | 1993  | 6-13 mai          | Amsterdam | Nigel Short Vladimir Kramnik Viswanathan Anand | 3,5 / 6 |                                        |                                       | Jeroen Piket 1,5      | 4                 |
| 8       | 1994  | 12-19 mai         | Amsterdam | Garry Kasparov                                 | 4 / 6   | Vassili Ivantchouk 3,5                 | Jan Timman 2,5                        | Nigel Short 2         | 4                 |
| 9       | 1995  | 12-18 mai         | Amsterdam | Joël Lautier                                   | 4 / 6   | Garry Kasparov 3,5                     | Veselin Topalov 2,5                   | Jeroen Piket 2        | 4                 |
| 10      | 1996  | 22 mars-1er avril | Amsterdam | Veselin Topalov Garry Kasparov                 | 6,5 / 9 |                                        | Nigel Short Viswanathan Anand 5       |                       | 10                |